# Хронологія поширення COVID-19 (січень 2022)
Стаття описує поширення коронавірусу тяжкого гострого респіраторного синдрому-2, що спричинив спалах коронавірусної хвороби 2019, у січні 2022 року. Уперше хвороба була зареєстрована в місті Ухань у КНР у грудні 2019 року.

## Хронологія пандемії

### 1 січня
- Канада повідомила про 36009 нових випадків хвороби, загальна кількість випадків зросла до 2219536.[1]
- Австралія повідомила про 35326 нових випадків хвороби і 13 смертей.[2][3]
- Малайзія повідомила про 3386 нових випадків, загальна кількість випадків зросла до 2761472. Зареєстровано 3547 одужань, загальна кількість одужань зросла до 2688925. Зареєстровано 26 смертей, кількість померлих зросла до 31513 осіб.[4]
- Сінгапур повідомив про 456 нових випадків хвороби, з яких 260 були завезеними, загальна кількість випадків зросла до 279861. Повідомлено про одну нову смерть, кількість померлих зросла до 829.[5]
- Україна повідомила про 5026 нових випадків за добу та 190 нових смертей за добу, загальна кількість зросла до 3672675 та 96089 відповідно; загалом одужав 347931 хворий.[6]

### 2 січня
- Канада повідомила про 35127 нових випадків хвороби, загальна кількість випадків зросла до 2254663.[7]
- У Франції перевищено поріг у 10 мільйонів випадків хвороби.[8]
- Малайзія повідомила про 2882 нові випадки хвороби, загальна кількість випадків зросла до 2764354. Зареєстровано 3291 одужання, загальна кількість одужань зросла до 2692216. Зареєстровано 19 смертей, кількість померлих зросла до 31532.[9]
- Нова Зеландія повідомила про 137 нових випадків хвороби, загальна кількість випадків зросла до 14255. Зареєстровано 25 одужань, загальна кількість одужань зросла до 13044. Кількість померлих залишилася на рівні 51. Було 1160 активних випадків хвороби (135 на кордоні та 1025 з місцевою передачею вірусу).[10]
- Сінгапур повідомив про 429 нових випадків хвороби разом із 155 випадками варіанту Омікрон, загальна кількість випадків зросла до 280290. Кількість померлих залишилася на рівні 829.[11]
- Україна повідомила про 1863 нові випадки хвороби за добу та 98 нових смертей за добу, загальна кількість зросла до 3674538 та 96187 відповідно; загалом одужали 3477188 хворих.[12]

### 3 січня
- Канада повідомила про 35618 нових випадків хвороби, загальна кількість випадків зросла до 2302695.[13]
- Малайзія повідомила про 2690 нові випадки хвороби, загальна кількість випадків зросла до 2767044. Зареєстровано 3535 одужання, загальна кількість одужань зросла до 2695751. Зареєстровано 28 смертей, кількість померлих зросла до 31560.[14]
- Нова Зеландія повідомила про 51 новий випадок хвороби, загальна кількість випадків становила 14306. Зареєстровано 73 одужання, загальна кількість одужань зросла до 13117. Кількість померлих залишилася на рівні 51. Було 1138 активних випадків хвороби (150 на кордоні та 988 з місцевою передачею вірусу).[15]
- Сінгапур повідомив про 464 нових випадки хвороби разом із 187 випадками варіанту Омікрон, загальна кількість випадків зросла до 280754. Кількість померлих залишилася на рівні 829.[16]
- Україна повідомила про 1804 нових випадки хвороби за добу та 114 нових смертей за добу, загальна кількість зросла до 3676342 та 96301 відповідно; загалом одужали 3479725 хворих.[17]
- Велика Британія перевищила поріг у 13 мільйонів випадків хвороби.[18]
- Сполучені Штати Америки перевищили поріг у 55 мільйонів випадків хвороби.[19]

### 4 січня
- Канада повідомила про 36250 нових випадків хвороби, загальна кількість випадків зросла до 2355335.[20]
- У Малайзії зареєстровані 2842 нові випадки хвороби, загальна кількість випадків зросла до 2769886. Зареєстровано 2862 одужання, загальна кількість одужань зросла до 2698613. Зареєстровано 31 смерть, кількість померлих зросла до 31591.[21]
- У Мексиці кількість випадків COVID-19 перевищила 4 мільйони.[22]
- Нова Зеландія повідомила про 60 нових випадків хвороби, загальна кількість випадків зросла до 14365. Зареєстровано 54 одужання, внаслідок чого загальна кількість одужань становила 13171. Кількість померлих залишилася на рівні 51. Було 1143 активних випадки хвороби (176 на кордоні та 967 з місцевою передачею вірусу).[23]
- Сінгапур повідомив про 842 нових випадкихвороби разом із 438 випадками варіанту Омікрон, загальна кількість випадків зросла до 281596. Було повідомлено про 3 нових смерті, кількість померлих зросла до 832.[24]
- Україна повідомила про 1746 нових випадків хвороби за добу та 135 нових смертей за добу, загальна кількість зросла до 3678088 і 96436 відповідно; загалом одужали 3483354 хворих.[25]
- У Сполучених Штатах Америки кількість випадків хвороби перевищила 56 мільйонів.[26]

### 5 січня
- Канада повідомила про 39363 нові випадки хвороби, загальна кількість випадків зросла до 2394674.[27]
- Індія перевищила поріг у 35 мільйонів випадків хвороби.[28]
- Малайзія повідомила про 3270 нових випадків хвороби, загальна кількість випадків зросла до 2773156. Зареєстровано 3195 одужань, загальна кількість одужань зросла до 2701808. Зареєстровано 18 смертей, кількість померлих зросла до 31609.[29]
- Нова Зеландія повідомила про 40 нових випадків хвороби, загальна кількість випадків зросла до 14405. зареєстровано 81 одужання, загальна кількість одужань зросла до 13252. Кількість померлих залишилася на рівні 51. Було 1102 активних випадки хвороби (185 на кордоні та 917 з місцевою передачею вірусу).[30]
- Сінгапур повідомив про 805 нових випадків хвороби разом із 440 випадками варіанту Омікрон, загальна кількість випадків зросла до 282401. Повідомлено про 2 нові смерті, внаслідок чого кількість померлих зросла до 834.[31]
- Україна повідомила про 4571 новий випадок хвороби за добу та 273 нових випадки смерті за добу, загальна кількість зросла до 3682659 і 96709 відповідно; загалом одужали 3491793 хворі.[32]

### 6 січня
Щотижневий звіт ВООЗ:
- В Аргентині кількість випадків COVID-19 перевищила 6 мільйонів.[34]
- Канада повідомила про 39919 нових випадків хвороби, загальна кількість випадків зросла до 2434599.[35]
- Малайзія повідомила про 3543 нові випадки хвороби, загальна кількість випадків зросла до 2776699. Зареєстровано 3484 одужання, загальна кількість одужань зросла до 270592. Зареєстровано 19 смертей, кількість померлих зросла до 31628.[36]
- Нова Зеландія повідомила про 62 нові випадки хвороби, загальна кількість випадків зросла до 14467. Зареєстровано 83 одужання, загальна кількість одужань зросла до 13335. Кількість померлих залишилася на рівні 51. Налічувався 1081 активний випадок хвороби (226 на кордоні та 855 з місцевою передачею вірусу).[37]
- Сінгапур повідомив про 813 нових випадків хвороби разом із 365 випадками варіанту Омікрон, загальна кількість випадків зросла до 283214. Повідомлено про одну нову смерть, кількість померлих зросла до 835.[38]
- Україна повідомила про 6632 нові випадки хвороби за добу та 187 нових смертей за добу, загальна кількість зросла до 3689291 та 96896 відповідно; загалом одужали 3500914 хворих.[39]

### 7 січня
- Канада повідомила про 44309 нових випадків хвороби, загальна кількість випадків зросла до 2482142.[40]
- Італія повідомила про рекордну кількість у 219441 новий випадок хвороби, перевищивши 7 мільйонів випадків. Країна також повідомила про 198 нових смертей.[41]
- Малайзія повідомила про 3381 новий випадок хвороби, загальна кількість випадків зросла до 2780080. Зареєстровано 3447 одужань, загальна кількість одужань зросла до 2708739. Зареєстровано 16 смертей, кількість померлих зросла до 31644.[42]
- Нова Зеландія повідомила про 59 нових випадків хвороби, загальна кількість випадків зросла до 14525. Зареєстровано 71 одужання, загальна кількість одужань зросла до 13406. Кількість померлих залишилася на рівні 51. було 1068 активних випадків хвороби (248 на кордоні та 820 з місцевою передачею вірусу).[43]
- Сінгапур повідомив про 777 нових випадків хвороби разом із 535 випадками варіанту Омікрон, загальна кількість випадків зросла до 283991. Повідомлено про 2 нові смерті, внаслідок чого кількість померлих зросла до 837.[44]
- Україна повідомила про 7177 нових випадків хвороби за добу та 192 нові смерті за добу, загальна кількість померлих зросла до 3696468 і 97088 відповідно; загалом одужали 3506509 хвороби.[45]
- У Великій Британії кількість випадків перевищила 14 мільйонів.[46]
- За даними Університету Джонса Гопкінса, загальна кількість випадків COVID-19 у світі перевищила 300 мільйонів.[47]

### 8 січня
- Канада повідомила про 32315 нових випадків хвороби, загальна кількість випадків зросла до 2514464.[48]
- Малайзія повідомила про 3251 новий випадок хвороби, загальну кількість випадків зросла до 2783331. Зареєстровано 3161 одужання, загальна кількість одужань зросла до 2711900. Зареєстровано 11 смертей, кількість померлих зросла до 31655.[49]
- Сінгапур повідомив про 811 нових випадків хвороби разом із 404 випадками варіанту Омікрон, загальна кількість випадків зросла до 284802. Кількість померлих залишилася на рівні 837.[50]
- В Іспанії кількість випадків перевищила 7 мільйонів.[51]
- Україна повідомила про 3195 нових випадків хвороби за добу та 76 нових смертей за добу, загальна кількість випадків зросла до 3699663 та 97164 відповідно; загалом одужав 3508451 хворий.[52]

### 9 січня
- Австралія повідомила про понад 99 тисяч нових випадків хвороби.[53]
- Канада повідомила про 25470 нових випадків хвороби, загальна кількість випадків зросла до 2539930.[54]
- Малайзія повідомила про 2888 нових випадків хвороби, загальна кількість випадків зросла до 2786219. Зареєстровано 2714 нових одужань, загальна кількість одужань зросла до 2714614. Зареєстровано 23 смерті, кількість померлих зросла до 31678.[55]
- Нова Зеландія повідомила про 77 нових випадків хвороби, загальна кількість випадків зросла до 14673. Зареєстровано 60 одужань, загальна кількість одужань зросла до 13535. Кількість померлих залишилася на рівні 51. Налічувалось 1087 активних випадків хвороби (294 на кордоні та 793 з місцевою передачею вірусу).[56]
- Сінгапур повідомив про 845 нових випадків хвороби разом із 327 випадками варіанту Омікрон, загальна кількість випадків зросла до 285647. Повідомлено про одну нову смерть, кількість померлих зросла до 838.[57]
- Україна повідомила про 2810 нових випадків хвороби за добу та 75 нових смертей за добу, загальна кількість зросла до 3702473 та 97239 відповідно; загалом одужали 3511269 хворих.[58]
- Цього дня виповнилося 2 роки з моменту першої смерті з початку пандемії в китайському місті Ухань.[59]

### 10 січня
- В Австралії кількість випадків COVID-19 перевищила 1 мільйон, а варіант Омікрон розпочав ставати найпоширенішим штамом.[60]
- Канада повідомила про 33483 нові випадки хвороби, загальна кількість випадків зросла до 2595280.[61]
- В Ірландії кількість випадків COVID-19 перевищила 1 мільйон.[62]
- Малайзія повідомила про 2641 новий випадок хвороби, загальна кількість випадків зросла до 2788860. Зареєстровано 2808 одужань, загальна кількість одужань зросла до 2717422. Зареєстровано 18 смертей, кількість померлих зросла до 31696.[63]
- Нова Зеландія повідомила про 60 нових випадків хвороби, загальна кількість випадків зросла до 14733. Зареєстровано 74 видужання, загальна кількість одужань зросла до 13609. Кількість померлих залишилася на рівні 51. Налічувалось 1073 активних випадки хвороби (314 на кордоні та 759 з місцевою передачею вірусу).[64]
- Сінгапур повідомив про 750 нових випадків хвороби включно із 389 випадками варіанту Омікрон, загальна кількість випадків зросла до 286397. Кількість померлих залишилася на рівні 838.[65]
- У Туреччині кількість випадків хвороби перевищила 10 мільйонів.[66]
- Україна повідомила про 1969 нових випадків хвороби за добу та 86 нових смертей за добу, загальна кількість зросла до 3704442 та 97325 відповідно; загалом одужали 3514786 хворих.[67]
- У Сполучених Штатах Америки кількість випадків перевищила 60 мільйонів.[68]

### 11 січня
Щотижневий звіт ВООЗ:
- Канада повідомила про 28847 нових випадків хвороби, загальна кількість випадків зросла до 2624910.[70]
- Малайзія повідомила про 3175 нових випадків хвороби, загальна кількість випадків зросла до 2792035. Зареєстровано 2977 одужань, загальна кількість одужань зросла до 2720399. Зареєстровано 27 смертей, кількість померлих зросла до 31723.[71]
- Нова Зеландія повідомила про 23 нові випадки хвороби, загальну кількість випадків зросла до 14756. Зареєстровано 45 одужань, загальна кількість одужань зросла до 13654. Кількість померлих залишилася на рівні 51. Налічувався 1051 активний випадок хвороби (322 на кордоні та 729 з місцевою передачею вірусу).[72]
- На Філіппінах кількість випадків хвороби перевищила 3 мільйони.[73]
- Сінгапур повідомив про 846 нових випадків хвороби разом із 438 випадками варіанту Омікрон, загальна кількість випадків зросла до 287243. Кількість померлих залишилася на рівні 838.[74]
- Україна повідомила про 5429 нових випадків хвороби за добу та 219 нових смертей за добу, загальна кількість зросла до 3709871 та 97544 відповідно; загалом одужали 3522547 хворих.[75]

### 12 січня
- Канада повідомила про 32719 нових випадків хвороби, загальна кількість випадків зросла до 2657632.[76]
- У Данії кількість випадків COVID-19 перевищила 1 мільйон.[77]
- У Казахстані кількість випадків COVID-19 перевищила 1 мільйон.[78]
- Малайзія повідомила про 3198 нових випадків, загальна кількість випадків зросла до 2795233. Зареєстровано 3200 одужань, загальна кількість одужань зросла до 2723599. Зареєстровано 15 смертей, кількість померлих зросла до 31738.[79]
- Нова Зеландія повідомила про 93 нові випадки хвороби, загальна кількість випадків зросла до 14848. 80 хворих одужали, загальна кількість одужань зросла до 13734. Повідомлено про одну смерть, унаслідок чого кількість померлих зросла до 52. Налічувалось 1062 активні випадки хвороби (385 на кордоні та 677 з місцевою передачею вірусу).[80]
- Сінгапур повідомив про 882 нові випадки хвороби разом із 797 випадками варіанту Омікрон, загальна кількість випадків зросла до 288125. Повідомлено про одну нову смерть, кількість померлих зросла до 839.[81]
- Україна повідомила про 7117 нових випадків хвороби за добу та 193 нові смерті за добу, загальна кількість випадків зросла до 3716988 і 97737 відповідно; загалом одужали 3530624 хворих.[82]
- У Сполучених Штатах Америки кількість випадків хвороби перевищила 62 мільйони.[83]

### 13 січня
- Канада повідомила про 31248 нових випадків хвороби, загальна кількість випадків зросла до 2688631.[84]
- Італія повідомила про 184615 нових випадків хвороби, загальна кількість випадків зросла до 8,15 мільйона. Повідомлено про 316 нових смертей, кількість померлих зросла до 140188.[85]
- Малайзія повідомила про 3684 нові випадки хвороби, загальна кількість випадків зросла до 2798917. Зареєстровано 3292 одужання, загальна кількість одужань зросла до 2726891. Зареєстровано 12 смертей, кількість померлих до 31750.[86]
- Нова Зеландія повідомила про 41 новий випадок хвороби, загальна кількість випадків зросла до 14887. Зареєстровано 66 одужань, загальна кількість одужань зросла до 13800. Кількість померлих залишилася на рівні 52. Налічувалось 1035 активних випадків хвороби (396 на кордоні та 639 з місцевою передачею вірусу).[87]
- Сінгапур повідомив про 960 нових випадків хвороби разом із 549 випадками варіанту Омікрон, загальна кількість випадків зросла до 289085. Кількість померлих залишилася на рівні 839.[88]
- Україна повідомила про 10046 нових випадків хвороби за добу та 191 нову смерть за добу, загальна кількість зросла до 3727034 та 97928 відповідно; загалом одужали 3537826 хворих.[89]

### 14 січня
- Канада повідомила про 31386 нових випадків хвороби, загальна кількість випадків зросла до 2720141.[90]
- Малайзія повідомила про 3346 нових випадків хвороби, загальна кількість випадків зросла до 2802263. Зареєстровано 3052 одужання, загальна кількість одужань зросла до 2729943. Зареєчтровано 12 смертей, кількість померлих зросла до 31762.[91]
- Нова Зеландія повідомила про 61 новий випадок хвороби, загальна кількість випадків зросла до 14947. Зареєстровано 42 одужання, загальна кількість одужань зросла до 13844. Кількість померлих залишилася на рівні 52. Налічувався 1051 активний випадок (433 на кордоні та 618 з місцевою передачею вірусу).[92]
- Філіппіни повідомили про 37103 нові випадки хвороби за добу, загальна кількість випадків зросла до 3129512.
- Сінгапур повідомив про 945 нових випадків хвороби разом із 832 випадками варіанту Омікрон, загальна кількість випадків зросла до 290030. Повідомлено про одну нову смерть, кількість померлих зросла до 840.[93]
- В Іспанії кількість випадків хвороби перевищила 8 мільйонів.[94]
- Україна повідомила про 10476 нових випадків хвороби за добу та 140 нових смертей за добу, загальна кількість випадків зросла до 3737510 і 98068 відповідно; загалом одужали 3545111 хворих.[95]
- У Великій Британії кількість випадків хвороби перевищила 15 мільйонів.[18]

### 15 січня
- Канада повідомила про 19896 нових випадків хвороби, загальна кількість випадків зросла до 2740077.[96]
- В Індії кількість випадків COVID-19 перевищила 37 мільйонів.[97]
- Малайзія повідомила про 3074 нові випадки хвороби, загальна кількість випадків зросла до 2805337. Зареєстровано 2828 одужань, загальна кількість одужань зросла до 2732771. Зареєстровано 19 смертей, кількість померлих зросла до 31718.[98]
- Нова Зеландія повідомила про 54 нові випадки хвороби, загальна кількість випадків зросла до 15001. Зареєстровано 98 одужань, загальна кількість одужань зросла до 13944. Кількість померлих залишилася на рівні 52. Налічувалось 1005 активних випадків хвороби (433 на кордоні та 572 з місцевою передачею вірусу).[99]
- Сінгапур повідомив про 956 нових випадків хвороби разом із 692 випадками варіанту Омікрон, загальна кількість зросла до 290986. Було повідомлено про 3 нові смерті, кількість померлих зросла до 843.[100]
- Україна повідомила про 10569 нових випадків хвороби за добу та 127 нових смертей за добу, загальна кількість зросла до 3748079 та 98195 відповідно; загалом одужали 3551283 хворі.[101]
- У В'єтнамі кількість випадків COVID-19 перевищила 2 мільйони.[102]

### 16 січня
- Кількість випадків COVID-19 в Аргентині перевищила 7 мільйонів.[103]
- Бразилія перевищила поріг у 23 мільйони випадків COVID-19.[104]
- Канада повідомила про 19025 нових випадків, загальна кількість випадків зросла до 2759719.[105]
- У Франції кількість випадків COVID-19 перевищила 14 мільйонів.[106]
- Малайзія повідомила про 3010 нових випадків хвороби, загальна кількість випаків зросла до 2808347. Зареєстровано 2584 одужання, загальна кількість одужань зросла до 2735355. Зареєстровано 12 смертей, кількість померлих зросла до 31793.[107]
- Нова Зеландія повідомила про 68 нових випадків хвороби, загальна кількість випадків зросла до 15069. Зареєстровано 48 одужань, загальна кількість одужань зросла до 13992. Кількість померлих залишилася на рівні 52. Налічувалось 1025 активних випадків хвороби (471 у керованій ізоляції та 554 на апараті штучної вентиляції легень).[108]
- Сінгапур повідомив про 863 нові випадки хвороби разом із 675 випадками варіанту Омікрон, загальна кількість випадків зросла до 291849. Кількість померлих залишилася на рівні 843.[109]
- Україна повідомила про 6379 нових випадків хвороби за добу та 88 нових смертей за добу, загальна кількість зросла до 3754458 і 98283 відповідно; загалом одужали 3553642 хворі.[110]
- У Сполучених Штатах Америки кількість випадків хвороби перевищила 65 мільйонів, а Флорида стала третім штатом із 5 мільйонами випадків.[111]

### 17 січня
- Канада повідомила про 23586 нових випадків хвороби, загальна кількість випадків зросла до 2801446.[112]
- Німеччина перевищила поріг у 8 мільйонів випадків COVID-19.[113]
- Малайзія повідомила про 2342 нові випадки хвороби, загальна кількість випадків зросла до 2810689. Зареєстровано 2907 одужань, загальна кількість одужань зросла до 2738262. Зареєстровано 16 смертей, кількість померлих зросла до 31809.[114]
- Нова Зеландія повідомила про 58 нових випадків хвороби, загальна кількість випадків зросла до 15127. Зареєстровано 59 одужань, внаслідок чого загальна кількість одужань зросла до 14051. Кількість померлих залишилася на рівні 52. Налічувались 1024 активні випадки хвороби (479 на кордоні та 545 з місцевою передачею вірусу).[115]
- Сінгапур повідомив про 1165 нових випадків разом із 609 випадками варіанту Омікрон, загальна кількість випадків зросла до 293014. Кількість померлих залишилася на рівні 843.[116]
- Україна повідомила про 5072 нові випадки хвороби за добу та 78 нових смертей за добу, загальна кількість зросла до 3759530 та 98361 відповідно; загалом одужали 3556162 хвороби.[117]
- У Сполучених Штатах Америки кількість випадків хвороби перевищила 66 мільйонів.[118]

### 18 січня
Щотижневий звіт ВООЗ:
- Канада повідомила про 18945 нових випадків, загальна кількість випадків зросла до 2820398.[120]
- На Кубі кількість випадків COVID-19 перевищила 1 мільйон.[121]
- У Грузії кількість випадків COVID-19 перевищила 1 мільйон.[122]
- Малайзія повідомила про 3245 нових випадків хвороби, загальна кількість випадків зросла до 2813934. Зареєстровано 3093 одужання, загальна кількість одужань зросла до 2741355. Повідомлено про 9 смертей, кількість померлих зросла до 31818.[123]
- Нова Зеландія повідомила про 44 нових випадки хвороби, загальна кількість випадків зросла до 15170. зареєстровано 39 одужань, загальна кількість випадків зросла до 14090. Кількість померлих залишилася на рівні 52. Налічувалось 1028 активних випадків хвороби (499 на кордоні та 529 з місцевою передачею вірусу).[124]
- Сінгапур повідомив про 1448 нових випадків хвороби разом із 589 випадками варіанту Омікрон, загальна кількість випадків зросла до 294462. Кількість померлих залишилася на рівні 843.[125]
- Україна повідомила про 8558 нових випадків хвороби за добу та 188 нових смертей за добу, загальна кількість зросла до 376888 випадків та 98549 смертей. 3561923 хворих одужали.[126]

### 19 січня
- Канада повідомила про 19879 нових випадків хвороби, загальна кількість випадків зросла до 2844910.[127]
- Франція повідомила про рекордний показник у 464769 нових випадків зараження, перевищивши 15 мільйонів випадків COVID-19 загалом.[128]
- Гонконг планував знищити всіх хом'яків після того, як у деяки з них підтвердився позитивний результат тесту на COVID-19, що викликало шалене обурення любителів хом'яків.[129]
- В Ізраїлі кількість випадків COVID-19 перевищила 2 мільйони.[130]
- В Італії кількість випадків COVID-19 перевищила 9 мільйонів.[128]
- Малайзія повідомила про 3229 нових випадків хвороби, загальна кількість випадків зросла до 2817163. Зареєстровано 2848 одужань, загальна кількість одужань зросла до 2744203. Повідомлено про 13 смертей, кількість померлих зросла до 31831.[131]
- Нова Зеландія повідомила про 80 нових випадків хвороби, загальна кількість випадків зросла до 15249. Зареєстровано 81 одужання, загальна кількість одужань зросла до 14171. Кількість померлих залишилася на рівні 52. Налічувалось 1026 активних випадків хвороби (519 на кордоні та 507 з місцевою передачею вірусу).[132]
- Сінгапур повідомив про 1615 нових випадків хвороби разом із 1185 випадками варіанту Омікрон, загальна кількість випадків зросла до 296077. Повідомлено про одну нову смерть, кількість померлих зросла до 844.[133]
- Україна повідомила про 12815 нових випадків хвороби за добу та 163 нові смерті за добу, загальна кількість зросла до 3780903 та 9812 відповідно; загалом одужали 3567336 хворих.[134]
- У Сполучених Штатах Америки кількість випадків хвороби перевищила 67 мільйонів.[135]

### 20 січня
- В Австралії кількість випадків COVID-19 перевищила 2 мільйони, а кількість нових випадків продовжувала стрімко зростати.[136]
- Канада повідомила про 23938 нових випадків хвороби, загальна кількість випадків зросла до 2868860.[137]
- В Індії кількість випадків COVID-19 перевищила 38 мільйонів.[138]
- Малайзія повідомила про 3764 нові випадки хвороби, загальна кількість випадків зросла до 2820927. Зареєстровано 3254 одужання, загальна кількість одужань зросла до 2747457. Зареєстровано 22 смерті, кількість померлих зросла до 31853.[139]
- Нова Зеландія повідомила про 85 нових випадків хвороби, загальна кількість випадків зросла до 15334. Зареєстровано 74 одужання, загальна кількість одужань зросла до 14245. Кількість померлих залишилася на рівні 52. Налічувалось 1037 активних випадків хвороби (525 у керованій ізоляції та 512 з місцевою передачею інфекції).[140]
- Сінгапур повідомив про 1472 нові випадки хвороби разом із 1001 випадком варіанту Омікрон, загальна кількість випадків зросла до 297549. Повідомлено про одну нову смерть, кількість померлих зросла до 845.[141]
- Україна повідомила про 18479 нових випадків хвороби за добу та 131 нову смерть за добу, загальна кількість зросла до 3799382 та 98843 відповідно; загалом одужали 3571782 хворі.[142]
- У Сполучених Штатах Америки кількість випадків перевищила 68 мільйонів.[143]

### 21 січня
- Канада повідомила про 22966 нових випадків хвороби, загальна кількість випадків зросла до 2891847.[144]
- Малайзія повідомила про 4046 нових випадків хвороби, внаслідок чого загальна кількість випадків досягла 2824973. Зареєстровано 2804 одужання, загальна кількість одужань зросла до 2750261. Зареєстровано 16 смертей, кількість померлих зросла до 31869.[145]
- Нова Зеландія повідомила про 67 нових випадків хвороби, загальна кількість випадків зросла до 15401. Зареєстровано 54 одужання, загальна кількість одужань зросла до 14300. Кількість померлих залишилася на рівні 52. Налічувалось 1049 активних випадків хвороби (561 на кордоні та 468 з місцевою передачею вірусу).[146]
- Сінгапур повідомив про 3155 нових випадків хвороби, загальна кількість випадків зросла до 307813. Повідомлено про одну нову смерть, кількість померлих зросла до 846.[147]
- У Сполучених Штатах Америки кількість випадків хвороби перевищили 69 мільйонів, у країні виповнилось 2 роки після виявлення першого випадку COVID-19.[148][149]

### 22 січня
- В Австралії з початку пандемії кількість смертей від COVID-19 перевищила 3 тисячі.[150]
- Канада повідомила про 15038 нових випадків хвороби, загальна кількість випадків зросла до 2907074.[151]
- Малайзія повідомила про 4116 нових випадків хвороби, загальна кількість випадків зросла до 2829089. Зареєстровано 2858 нових одужань, загальна кількість одужань зросла до 2753119. Повідомлено про 14 смертей, кількість померлих зросла до 31882.[152]
- Нова Зеландія повідомила про 84 нові випадки хвороби, загальна кількість випадків зросла до 15479. Зареєстровано 58 одужань, загальна кількість одужань зросла до 14359. Кількість померлих залишилася на рівні 52. Налічувалося 1068 активних випадків хвороби (590 на кордоні та 478 з місцевою передачею вірусу).[153]
- Сінгапур підтвердив першу смерть, пов'язану з варіантом Омікрон.[154] У той же час країна повідомила про 2463 нові випадки хвороби, загальна кількість випадків зросла до 310276. Повідомлено про одну нову смерть, кількість померлих зросла до 847.[155]
- Україна повідомила про 22473 нові випадки хвороби за добу та 136 нових смертей за добу, загальна кількість зросла до 3842011 і 99129 відповідно; загалом одужали 3580878 хворих.[156]
- У Сполучених Штатах Америки кількість випадків перевищила 70 мільйонів.[157]

### 23 січня
- Бразилія повідомила про 135080 нових випадків хвороби, внаслідок чого загальна кількість випадків COVID-19 перевищила 24 мільйони. Зареєстровано 296 нових смертей, кількість померлих зросла до 623097.[158]
- Канада повідомила про 14282 нові випадки хвороби, загальна кількість випадків зросла до 2921369.[159]
- Малайзія повідомила про 3856 нових випадків хвороби, загальна кількість випадків зросла до 2832945. Зареєстровано 2814 одужань, загальна кількість одужань зросла до 2755933. Зареєстровано 9 смертей, кількість померлих зросла до 31892.[160]
- Нова Зеландія повідомила про 71 новий випадок хвороби, загальна кількість випадків зросла до 15550. Зареєстровано 43 нових одужання, загальна кількість одужань зросла до 14402. Кількість померлих залишилася на рівні 52. Налічувалось 1096 активних випадків хвороби (44 на кордоні та 630 з місцевою передачею вірусу).[161]
- Сінгапур повідомив про 3496 нових випадків хвороби, загальна кількість випадків зросла до 313772. Повідомлено про одну нову смерть, кількість померлих зросла до 848.[162]
- Україна повідомила про 15444 нові випадки хворобу за добу та 86 нових смертей за добу, загальна кількість випадків зросла до 3857455 та 99215 відповідно; загалом одужали 3582908 хворих.[163]

### 24 січня
- Канада повідомила про 13872 нові випадки хвороби, загальна кількість випадків зросла до 2947177.[164]
- Малайзія повідомила про 3214 нових випадків хвороби, загальна кількість зросла до 2836159. Зареєстровано 3116 одужань, загальна кількість одужань зросла до 2759049. Повідомлено про 10 смертей, внаслідок чого загальна кількість одужань досягла 31902.[165]
- Нова Зеландія повідомила про 75 нових випадків хвороби, загальна кількість випадків зросла до 15250. Зареєстровано 38 одужань, загальна кількість одужань зросла до 14440. Кількість померлих залишилася на рівні 52. Налічувалися 1133 активні випадки хвороби (666 на кордоні та 467 з місцевою передачею вірусу).[166]
- Сінгапур повідомив про 3002 нові випадки хвороби, загальна кількість випадків зросла до 316774. Кількість померлих залишилася на рівні 848.[167]
- З моменту першого офіційного повідомлення 31 січня 2020 року Іспанія повідомила про 305432 нові випадки хвороби за добу, а загальна кількість випадків інфікування перевищила 9 мільйонів (загальна кількість зросла до 9280890).[168]
- Україна повідомила про 12915 нових випадків хвороби за добу та 67 нових смертей за добу, загальна кількість зросла до 3870370 та 99282 відповідно; загалом одужали 3585338 хворі.[169]
- У Сполучених Штатах Америки кількість випадків хвороби перевищила 71 мільйон.[170]

### 25 січня
Щотижневий звіт ВООЗ:
- В Аргентині кількість випадків COVID-19 перевищила 8 мільйонів.[172]
- Канада повідомила про 12900 нових випадків хвороби, загальна кількість випадків зросла до 2961076.[173]
- Малайзія повідомила про 4066 нових випадків хвороби, внаслідок чого загальна кількість випадків досягла 2840225. Зареєстровано 3559 одужань, загальна кількість одужань зросла до 2762608. Зареєстровано 16 смертей, кількість померлих зросла до 31918.[174]
- Нова Зеландія повідомила про 62 нові випадки хвороби, загальна кількість випадків зросла до 15687. Зареєстровано 31 одужання, загальна кількість одужань зросла до 14471. Кількість померлих залишилася на рівні 52. Налічувалось 1164 активні випадки хвороби (694 на кордоні та 470 з місцевою передачею вірусу).[175]
- Сінгапур повідомив про 5996 нових випадків хвороби, що стало найбільшою кількістю інфікувань COVID-19 за один день, починаючи з першого підтвердження в січні 2020 року, загальна кількість випадків зросла до 322770. Повідомлено про 2 нові смерті, внаслідок чого кількість померлих зросла до 850.[176]
- Україна повідомила про 19118 нових випадків хвороби за добу та 161 нову смерть за добу, загальна кількість зросла до 3889488 і 99443 відповідно; загалом одужав 3591201 хворий.[177]
- У Великій Британії кількість випадків хвороби перевищила 16 мільйонів.[18]

### 26 січня
- Канада повідомила про 18449 нових випадків хвороби, загальна кількість випадків зросла до 2979818.[178]
- У Чилі кількість випадків COVID-19 перевищила 2 мільйони.[179]
- В Індії кількість випадків COVID-19 перевищила 40 мільйонів.[180]
- Малайзія повідомила про 4744 нові випадки хвороби, загальна кількість випадків зросла до 2844969. Зареєстровано 3646 нових одужань, загальна кількість одужань зросла до 2766254. Зареєстровано 12 смертей, кількість померлих зросла до 31930.[181]
- Нова Зеландія повідомила про 59 нових випадків хвороби, загальна кількість випадків зросла до 15745. зареєстровано 32 одужання, загальна кількість одужань зросла до 14503. Кількість померлих залишилася на рівні 52. Налічувались 1190 активних випадків хвороби (709 на кордоні та 481 з місцевою передачею вірусу).[182]
- Сінгапур повідомив про 4832 нові випадки хвороби, загальна кількість випадків зросла до 327602. Кількість померлих залишилася на рівні 850.[183]
- Україна повідомила про 24321 новий випадок за добу та 141 нову смерть за добу, загальна кількість зрослав до 3913809 і 99584 відповідно; загалом одужали 3596715 хворих.[184]
- У Сполучених Штатах Америки кількість випадків хвороби перевищила 72 мільйони.[185]

### 27 січня
- Канада повідомила про 18325 нових випадків хвороби, загальна кількість випадків зросла до 2998327.[186]
- Малайзія повідомила про 5439 нових випадків хвороби, загальна кількість випадків зросла до 2850408. Зареєстровано 4409 одужань, загальна кількість одужань зросла до 2770663. Зареєстровано 10 смертей, кількість померлих зросла до 31940.[187]
- Нова Зеландія повідомила про 150 нових випадків хвороби, загальна кількість випадків зросла до 15991. 70 хворих одужали, загальна кількість одужань зросла до 14619. Кількість померлих залишилася на рівні 52. Налічувалось 1320 активних випадків хвороби (753 на кордоні та 567 з місцевою передачею вірусу).[188]
- Сінгапур повідомив про 5554 нові випадки хвороби, загальна кількість випадків зросла до 338625. Було повідомлено про 3 ноі смерті, кількість померлих зросла до 853.[189]
- Україна повідомила про рекордні 34408 нових випадків хвороби за добу та 144 нові смерті за добу, загальна кількість зросла до 3980610 і 99882 відповідно; загалом одужали 3608094 хворі.[190]
- У Сполучених Штатах Америки кількість випадків хвороби перевищила 73 мільйони.[191]

### 28 січня
- Канада повідомила про 18185 нових випадків хвороби, загальна кількість випадків зросла до 3016525.[192]
- Малайзія повідомила про 5522 нові випадки хвороби, загальна кількість випадків зросла до 2855930. Зареєстровано 3285 одужань, загальна кількість одужань зросла до 2773948. Зареєстровано 12 смертей, кількість померлих зросла до 31952.[193]
- Нова Зеландія повідомила про 150 нових випадків хвороби, загальна кількість випадків зросла до 15991. 70 хворих одужали, загальна кількість одужань зросла до 14619. Кількість померлих залишилася на рівні 52. Налічувались 1320 активних випадків хвороби (753 на кордоні та 567 з місцевою передачею вірусу).[188]
- Нова Зеландія повідомила про 150 нових випадків хвороби, загальна кількість зросла до 15991. 70 хворих одужали, загальна кількість одужань зросла до 14619. Кількість померлих залишилася на рівні 52. Налічувались 1320 активних випадків хвороби (753 на кордоні та 567 з місцевою передачею вірусу).[188]
- Сінгапур повідомив про 5554 нові випадки хвороби, загальна кількість випадків зросла до 338625. Було повідомлено про 3 нових смерті, що довело кількість померлих зросла до 853.[189]
- Україна повідомила про рекордні 34408 нових випадків за добу та 144 нові смерті за добу, загальна кількість зросла до 3980610 і 99882 відповідно; загалом одужали 3608094 хворі.[190]

### 29 січня
- Бразилія повідомила про рекордний показник у 269968 нових випадків COVID-19, внаслідок чого загальна кількість випадків COVID-19 перевищила 25 мільйонів. Повідомлено про 799 нових смертей, кількість померлих зросла до 626 тисяч.[194]
- Канада повідомила про 10619 нових випадків хвороби, загальна кількість випадків зросла до 3027167.[195]
- Малайзія повідомила про 5139 нових випадків хвороби, загальна кількість випадків до 2861069. Зареєстровано 3767 одужань, загальна кількість одужань зросла до 2777715. Зареєстровано 5 смертей, кількість померлих зросла до 31957.[196]
- Нова Зеландія повідомила про 155 нових випадків хвороби, загальна кількість випадків зросла до 16146. Зареєстровано 70 одужань, загальна кількість одужань до 14689. Кількість померлих залишилася на рівні 52. Зареєстровано 1405 активних випадків хвороби (775 на кордоні та 630 у з місцевою передачі вірусу).[197]
- Сінгапур повідомив про 5207 нових випадків хвороби, загальна кількість випадків зросла до 343832. Повідомлено про одну нову смерть, кількість померлих зросла до 854.[198]
- Україна повідомила про рекордні 37351 новий випадок за добу, перевищивши 4 мільйони випадків хвороби загалом до 4017961. Крім того, з 149 новими смертями за добу Україна перевищила 100 тисяч смертей, кількість смертей зросла до 100031. Загалом одужали 3615257 хворих.[199]
- У Сполучених Штатах Америки кількість випадків перевищила 74 мільйони.[200]

### 30 січня
- Канада повідомила про 8828 нових випадків хвороби, загальна кількість випадків зросла до 3036011.[201]
- Індія перевищила поріг у 41 мільйон випадків COVID-19.[202]
- Малайзія повідомила про 4915 нових випадків хвороби, загальна кількість випадків зросла до 2865984. Зареєстровано 3056 одужань, загальна кількість одужань зросла до 2780771. Зареєстровано 8 смертей, кількість померлих зросла до 31965.[203]
- Нова Зеландія повідомила про 140 нових випадків хвороби, загальна кількість випадків зросла до 16286. Зареєстровано 48 одужань, внаслідок чого загальна кількість одужань сягнула 14737. Кількість померлих залишилася на рівні 52. Налічувалось 1497 активних випадків хвороби (787 на кордоні та 710 з місцевою передачею вірусу).
- Сінгапур повідомив про 4498 нових випадків хвороби, загальна кількість випадків зросла до 348330. Кількість померлих залишилася на рівні 854.[204]
- Україна повідомила про 24508 нових випадків хвороби за добу та 94 нові смерті за добу, загальна кількість зросла до 4042469 і 100125 відповідно; загалом одужали 3618402 хворі.[205]
- Цього дня виповнилося 2 роки відтоді, як Всесвітня організація охорони здоров'я оголосила надзвичайний стан у сфері охорони здоров'я, що має міжнародне значення.

### 31 січня
- Канада повідомила про 10831 новий випадок хвороби, загальна кількість випадків зросла до 3055406.[206]
- Чехія перевищила поріг у 3 мільйони випадків хвороби.[207]
- Малайзія повідомила про 4774 нових випадки хвороби, загальна кількість випадків зросла до 2870758. Зареєстровано 3232 одужання, загальна кількість одужань зросла до 2784003. Зареєстровано 13 смертей, кількість померлих зросла до 31978.[208]
- Нова Зеландія повідомила про 130 нових випадків хвороби, загальна кількість випадків зросла до 16416. Зареєстровано 73 одужання, загальна кількість одужань зросла до 14810. Повідомлено про одну смерть, кількість померлих зросла до 53. Налічувались 1553 активні випадки хвороби (783 на кордоні та 770 з місцевою передачею вірусу).[209]
- Сінгапур повідомив про 4481 новий випадок хвороби, загальна кількість випадків зросла до 352811. Повідомлено про одну нову смерть, кількість померлих зросла до 855.[210]
- Україна повідомила про 22026 нових випадків хвороби за добу та 78 нових смертей за добу, загальна кількість зросла до 4064495 і 100203 відповідно; загалом одужали 3622745 хворих.[211]
- У Сполучених Штатах Америки кількість випадків хвороби перевищила 75 мільйонів.[212][213]

## Резюме
Станом на кінець січня лише такі країни та території не повідомляли про випадки зараження SARS-CoV-2:
Азія
- Кокосові острови
- Острів Різдва
- Північна Корея
- Туркменістан

Океанія
- Науру
- Ніуе
- Піткерн
- Токелау
- Тувалу